# 知識鴻溝
知識鴻溝（英語：Knowledge gap hypothesis），又稱知識溝。是傳播學中的一個假設，屬傳媒影響的課題。知識鴻溝假設指傳播媒體使知識豐富和知識缺乏間的距離增加。
知識鴻溝假設（Knowledge Gap）由Phillip J. Tichenor，C. N. Olien及 G. A. Donohue於1970年提出。這個假設指出，不論社會經濟地位（socioeconomic status）高或低，每個人所獲取的知識都會隨時間而增加，但社會經濟地位高的人獲取的知識量，卻比社會經濟地位低的人所獲取的多，久而久之，這兩群人的知識差距會逐漸擴大、不斷增加，這就是知識鴻溝。
在電腦普及的今日，知識鴻溝引申出數碼鴻溝，指社會經濟地位的差異，而引致對電腦等資訊科技的掌握的差異。
知识沟理论反映了人们对信息社会中阶层分化问题的重视。